# 나이트로아민

나이트로아민기의 구조

나이트로아민(Nitroamine)은 작용기 R2N-NO2가 포함되어 있는 유기 화합물이다. 나이트로아민의 예로 폭발 HMX, RDX, 테트릴을 들 수 있다. 나이트로사민은 R2N-N=O로 질소와 산소가 이중결합하므로 질소와 산소 두 개가 단일결합하는 나이트로아민과는 다르다.
아민 그룹으로 되어 있지만 나이트로 작용기에서 전자가 제거되기 때문에 염기로 되어 있지 않다. 두 번째 나이트로아민의 구조 R-NH-NO2는 5.6 정도의 산해리상수를 가지며 실제로 약유기산을 띤다.

## 같이 보기
- 나이트로사민, R2N-N=O
- 나이트로 화합물, R-NO2